# Schulenbergita
La schulenbergita és un mineral de la classe dels sulfats. El mineral es troba estretament relacionada amb la hodgesmithita, amb la qual comparteix la cristal·lització en el sistema trigonal i possiblement també el grup espacial. Químicament i estructuralment es troba relacionada amb la minohlita. Pot ser confosa visualment amb la namuwita. S'anomena schulenbergita per la seva localitat tipus: Oberschulenberg, Harz, Alemanya.

## Classificació
Segons la classificació de Nickel-Strunz, la schulenbergita pertany a «07.D - Sulfats (selenats, etc.) amb anions addicionals, amb H₂O, amb cations de mida mitjana només; plans d'octaedres que comparteixen vores» juntament amb els següents minerals: felsőbanyaïta, langita, posnjakita, wroewolfeïta, spangolita, ktenasita, christelita, campigliaïta, devil·lina, ortoserpierita, serpierita, niedermayrita, edwardsita, carrboydita, glaucocerinita, honessita, hidrohonessita, motukoreaita, mountkeithita, shigaïta, wermlandita, woodwardita, zincaluminita, hidrowoodwardita, zincowoodwardita, natroglaucocerinita, nikischerita, lawsonbauerita, torreyita, mooreïta, namuwita, bechererita, ramsbeckita, vonbezingita, redgillita, nickelalumita, kyrgyzstanita, guarinoïta, montetrisaïta a, theresemagnanita, UM1992-30-SO:CCuHZn i calcoalumita.

## Característiques
La schulenbergita és un sulfat de fórmula química (Cu,Zn)₇(SO₄,CO₃)₂(OH)10·3H₂O. Cristal·litza en el sistema trigonal. La seva duresa a l'escala de Mohs és 2. La ràtio Cu:Zn pot variar entre 4:3 i 6:1.

## Formació i jaciments
Es forma en escombreres de mina. Ha estat descrita a Austràlia, Àustria, Bèlgica, Xile, República Txeca, França, Alemanya, Grècia, Itàlia, Japó, Mèxic, Marroc, Rússia, Espanya, Suïssa, Regne Unit i EUA. Als territoris de parla catalana ha estat descrita a la pedrera Berta (Sant Cugat del Vallès-El Papiol, Vallès Occidental-Baix Llobregat).